# 507
| [ Edytuj tabelę ]          |                                       |
| Cesarz Bizancjum           | - 491 Anastazjusz I 518               |
| Cesarz Chin                | - 502 Liang Wudi 549                  |
| Król Franków               | - 481 Chlodwig I 511                  |
| Król Kentu                 | - 488 Oisc 512                        |
| Patriarcha Konstantynopola | - 495 Macedoniusz II 511              |
| Władca Korei               | - 491 Munja 519                       |
| Król Mercji                | - 501 Cnebba (?) 566                  |
| Król Munsteru              | - 493 Eochaid 523                     |
| Król Ostrogotów            | - 471 Teodoryk Wielki 526             |
| Papież                     | - 498 Symmach 514                     |
| Król Persji                | - 488 Kawad I 531                     |
| Król Wandalów              | - 496 Trasamund 523                   |
| Król Wizygotów             | - 484 Alaryk II 507 - 507 Gesalek 511 |

Rok 507 / DVII
stulecia: V wiek ~
VI wiek ~
VII wiek

lata: 497 «
502 «
503 «
504 «
505 «
506 «
507
» 508
» 509
» 510
» 511
» 512
» 517

## Wydarzenia
- Europa
  - powstała pierwsza wersja prawa salickiego
  - król Franków Chlodwig I pokonał Wizygotów pod Vouille niedaleko Poitiers

## Zmarli
- Alaryk II, król Wizygotów, zginął w bitwie